# Уразливі види

Категорії МСОП

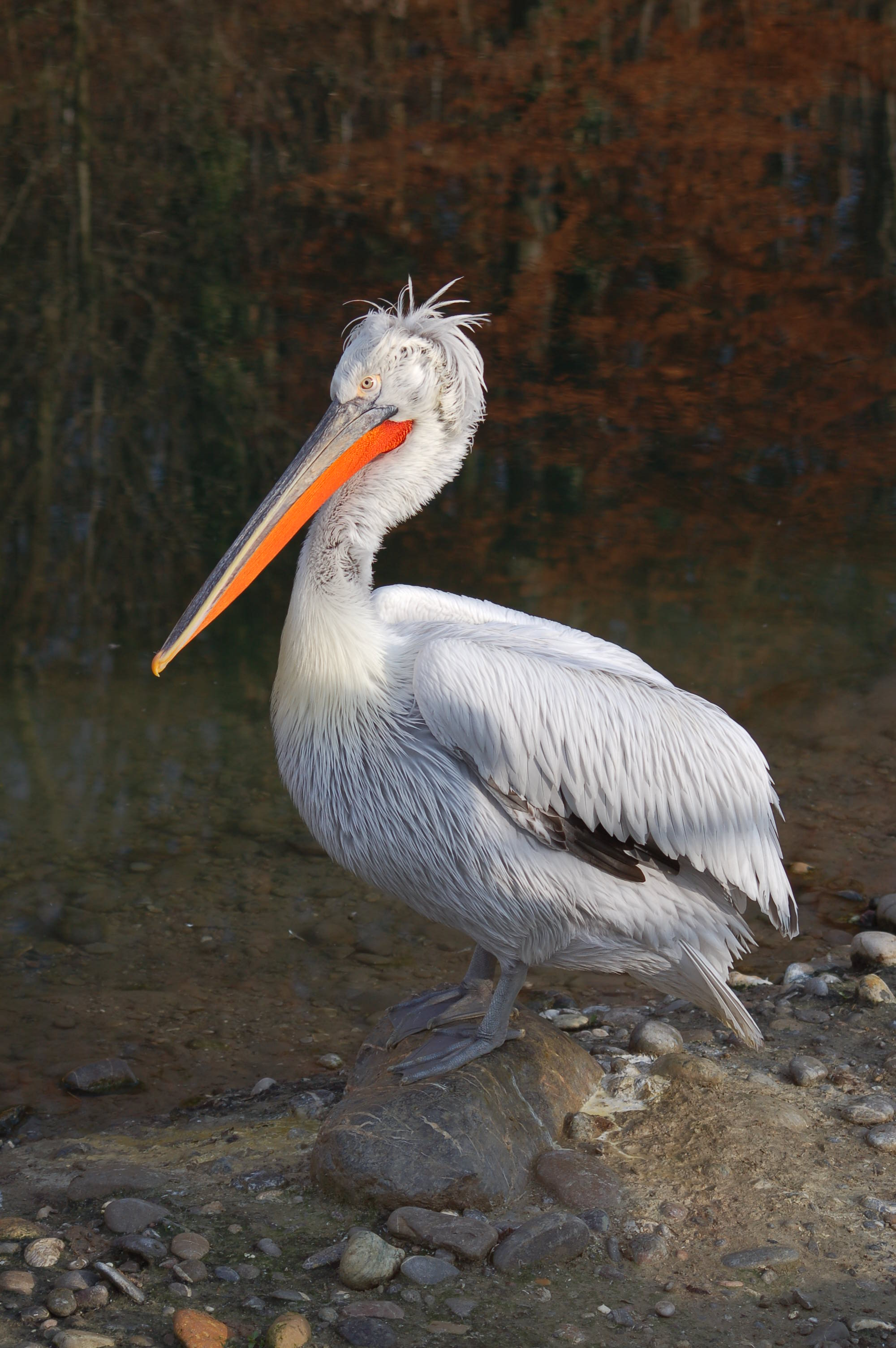
Пелікан кучерявий має статус уразливого виду

Ура́зливі ви́ди (англ. Vulnerable species, VU) — одна з категорій Міжнародного союзу охорони природи (IUCN). Для такого таксона існує високий ризик зникнення в дикій природі в найближчому майбутньому. У разі збереження або посилення дії чинників, які загрожують їхньому виживанню й розмноженню, ці види можуть отримати статус таких, що перебувають під загрозою зникнення, якщо вплив факторів, які загрожують їх виживанню і розмноженню, не буде зменшений. Найпоширенішими причинами надання статусу уразливих є втрата біотопів та їхня деградація.
До уразливих відносять таксони, у випадку, коли надійні дані свідчать про те, що він відповідає одному з критеріїв від А до Е:
Критерій А: Спостерігається скорочення чисельності виду на основі таких ознак:
1. Спостерігається скорочення чисельності популяції ≥50 % за останні 10 років або протягом трьох поколінь (існують різновиди критерію: а−е).
2. Спостерігається скорочення чисельності популяції ≥30 % за останні 10 років або протягом трьох поколінь (існують різновиди критерію: а−е).
3. Існує прогноз про можливе скорочення чисельності популяції ≥30 % протягом найближчих 10 років або протягом трьох поколінь (існують різновиди критерію: а−е).
4. На основі оцінок, висновків або прогнозів спостерігається скорочення чисельності популяції ≥30 % протягом будь-яких 10 років або трьох поколінь або довше (максимум до 100 років у майбутньому) та цей період може включати минулий та майбутній час (існують різновиди критерію: а−е).
Критерій В: Ареал таксона у вигляді B1 (ступінь прояву) або В2 (область розселення) або мають місце обидва випадки:
1. Площа, де таксон може з'явитись, оцінюється менше, ніж в 20 000 км² (існують різновиди критерію: а−с).
2. Ареал оцінюється менше ніж в 20 000 км² (існують різновиди критерію: а−с).
Критерій С: Розмір популяції оцінюється менше ніж у 10 000 тис. дорослих особин:
1. Очікується продовження скорочення чисельності не менше ніж на 10 % протягом 10 років або трьох поколінь або довше (максимум до 100 років у майбутньому) або
2. Відбувається скорочення чисельності на основі спостережень, прогнозів або висновків (існують різновиди критерію: а−b).
Критерій D: Популяція дуже мала або відокремлена від інших:
1. Розмір популяції оцінюється менше ніж 1000 дорослих особин.
2. Популяція дуже мала або ізольована в поширенні (як правило, менше ніж 20 км²) або кількість локалітетів (зазвичай 5) свідчать про те, що вона дуже залежить від негативного впливу антропогенної діяльності або випадкових явищ протягом дуже короткого періоду часу у невизначеному майбутньому і, таким чином, здатна досягти критичного стану або навіть зникнути у природу у короткий час.
Критерій Е: Кількісний аналіз свідчить про можливість зникнення в природі не менше 10 % популяції протягом 100 років.